# Replicone
Il replicone o unità di replicazione è il tratto di DNA compreso fra un'origine di replicazione e le due terminazioni della replicazione, cioè i punti in cui le forche di replicazione adiacenti si fondono. Un'unità di replicazione contiene tutti i geni che codificano per i polipeptidi atti alla sua autoreplicazione.
In un cromosoma batterico c'è una sola origine di replicazione, perciò l'intero cromosoma è un replicone, di lunghezza media pari a 4200 kb; in tutti gli Eucarioti, da Saccharomyces cerevisiae alle piante, data la dimensione dei cromosomi (nell'uomo in media 100 milioni di paia di basi) i repliconi sono in diverse centinaia su ogni cromosoma e la loro lunghezza è dell'ordine di decine o al massimo poche centinaia di kilobasi, quindi minore che nei Procarioti.
Coerentemente, nei Procarioti la forca di replicazione procede a una velocità di 50000 bp/min circa in media, mentre negli Eucarioti questa avanza molto più lentamente, al massimo fino a poche migliaia di bp/min.
In Saccharomyces cerevisiae ci sono circa 400 repliconi, ciascuno ha un'origine di replicazione detta ARS (autonomous replicating sequence).
I cromosomi umani contengono circa 30000 repliconi.
In un replicone si definisce replicatore l'insieme delle sequenze di DNA che dirigono l'inizio della replicazione, e iniziatore una proteina che riconosce il replicatore per attivare l'inizio della replicazione. La replicazione del DNA non avviene simultaneamente in tutti i repliconi del genoma di un organismo, esiste un tempo di inizio della replicazione che dipende dal tipo di cellula